# Isaac Tutumlu
Isaac Tutumlu López (Barcelona, España, 5 de julio de 1985) es un piloto de carreras español de ascendencia kurda que ha disputado la mayor parte de su trayectoria con vehículos de Gran Turismo. Es hijo del popular agente de fútbol Bayram Tutumlu.

## Trayectoria

### Inicios
Tutumlu comenzó su carrera como piloto de carreras a muy temprana edad en campeonatos de karting en Cataluña. Allí logra distintas victorias a mediados de los 90 y vence en tres ocasiones el campeonato Driverkart. En 2005 consigue dos victorias en la Categoría Inter-C de la Fórmula Cataluña de karting y el año siguiente queda octavo de la categoría en su clasificación general final.
En 2007 dejó los karts y comenzó a competir con otros tipos automóviles de carreras. Empezó en la Mitjet Series del año 2007 y en 2008 logrando algunas victorias y ganó el Campeonato de Turismos de Cataluña gracias a sus resultados en la Challenge Garbí. Entre 2008 y 2010 participó en diversas carreras de la Copa de España de Resistencia, mayormente con un Nissan 350 Cup del Astra Racing.

### Porsche Supercup, Turismos y GTs

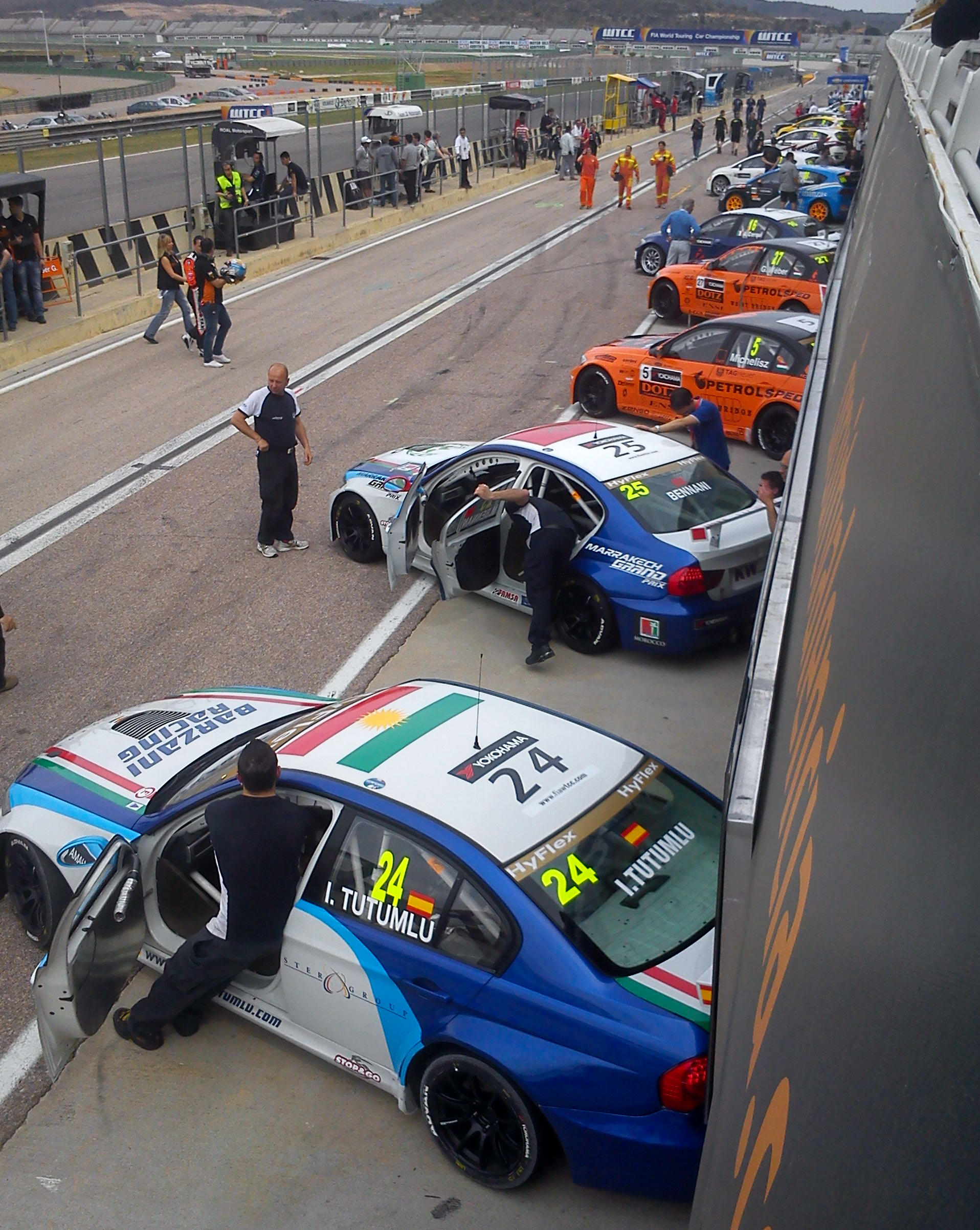
El coche de Isaac en primer plano en la Race of Spain del WTCC (2012)

En 2009 Tutumlu comenzó a competir en automóviles de Gran turismo, compitiendo en 5 rondas de la Porsche Supercup para la escudería SANITEC Racing, debutando a mitad de temporada en el autódromo Nürburgring. Participó en el campeonato hasta la penúltima ronda en Monza, y siendo un "piloto invitado", Tutumlu no fue elegible para puntuar. También participó en algunas carreras del International GT Open y en el Campeonato de España de GT.
A principios del año 2011, Tutumlu ingresó en la Superstars Series en un BMW M3, compitiendo para la escudería de automovilismo española Campos Racing. Sin embargo, solamente participó en las tres primeras rondas de la temporada. Más tarde en ese mismo año, regresó a la Porsche Supercup comenzando con una sola carrera para la escudería MRS Team PZ Aschaffenburg en Mónaco. Sin embargo, fue descalificado. Reapareció en el autódromo de Hungaroring compitiendo para SANITEC Aquiles MRS Team, y más tarde compitió en otras 2 carreras en el Circuito de Spa-Francorchamps y el Circuito Yas Marina compitiendo para Attempto Racing.
En 2012 firmó para competir en el Campeonato Mundial de Turismos para Proteam Racing, haciéndolo de nuevo con un BMW. Se vio obligado a perderse la cuarta ronda del campeonato en el autódromo Slovakia Ring, debido a los daños sufridos anteriormente en su coche en el Circuito Urbano de Marrakech. Después de la ronda de Eslovaquia, Tutumlu anunció que dejaría Proteam Racing y el Campeonato Mundial de Turismos para regresar a la Porsche Supercup. En la Porsche, fichó por el Förch Racing by Lukas MS para toda la temporada aunque perdiéndose las dos primeras carreras disputadas en Baréin por haberse disputado ya. Consiguió una novena plaza como mejor resultado en el Valencia Street Circuit, y terminó decimoséptimo el campeonato con 21 puntos.
En 2013 con un Campeonato de España de GT en pleno declive y con sólo 3 rondas disputadas, Tutumlu se proclamó campeón absoluto junto a su compañero griego Dimitris Deverikos. También realizó la temporada entera del International GT Open con Autorlando Sport, quedando décimo en 2013 y quinto en 2014.

### Resistencia y carreras Gentlemen
En 2015 Tutumlu fue confirmado como piloto en el Lamborghini Super Trofeo Europe. No compitió en el primer fin de semana del año en Monza y comenzó su temporada en el Circuito de Silverstone compitiendo para Leipert Motorsport. Su compañero de equipo fue el piloto austriaco Gerhard Tweraser.
Entre 2014 y 2018 Tutumlu participó en multitud de carreras de resistencia, destacando un segundo puesto y dos terceras posiciones en sus clases en Dubái y Abu Dhabi. En 2016 disputó parte de la temporada del ADAC GT Masters con los alemanes Car Collection Motorsport, con quienes disputaría las 24H Series en 2018 sin lograr grandes resultados, y la experimental DMV Car Cup en 2019.

### Regreso
Tras dos años de inactividad, en 2022 se inscribe para participar en la Sprint Cup del GT World Challenge Europe con GSM Novamarine y de nuevo, con un Lamborghini. Su compañero es Gerhard Tweraser durante las dos primeras rondas, pero se bajan del coche tras la segunda ronda debido al escaso rendimiento del coche, que también sufrieron los demás pilotos que posteriormente se subieron a él. Tras ello, Leipert Motorsport le llama para que pilote su Lamborghini Huracán GT3 en Paul Ricard y las 24 Horas de Spa, de nuevo sin destacar en las pruebas. En 2023 se une a Rinaldi Racing para pilotar sus Ferrari 488 y 296 GT3 en la clase Pro-Am del GT World Challenge Endurance junto a la canadiense Samantha Tan y el estadounidense Jon Miller. Terminan terceros tras tener dos abandonos en el Autódromo de Monza y en las 24 horas de Spa, pero lograron vencer en el Circuit de Catalunya. De cara a 2024 se queda sin el apoyo económico del Kurdistán para seguir compitiendo, por lo que recurre a una campaña de crowdfunding de escaso éxito. Finalmente recibe el apoyo para disputar la última carrera de la temporada del GT World Challenge Europe Endurance Cup, las 6 horas de Jeddah, donde no logran terminar la carrera.

## Resumen de trayectoria
| Temporada | Series                                     | Escudería                            | Carreras | Victorias | Poles | VR | Podios | Puntos   | Pos.     |
| --------- | ------------------------------------------ | ------------------------------------ | -------- | --------- | ----- | -- | ------ | -------- | -------- |
| 2007      | Mitjet Series                              | ?                                    | 4        | 1         | ?     | ?  | 2      | 130      | 30.º     |
| 2007      | 24 Horas de Barcelona                      | ?                                    |          |           |       |    |        |          | NF       |
| 2008      | Mitjet Series                              | ?                                    | 2        | 1         | ?     | ?  | 1      | 50       | 37.º     |
| 2008      | CER                                        | Astra Racing                         | ?        | 1         | ?     | ?  | ?      | ?        | ?        |
| 2008      | Challenge Garbí (CCT)                      | ?                                    | ?        | 3         | 1     | ?  | ?      | ?        | 1.º      |
| 2009      | Porsche Supercup                           | SANITEC Racing                       | 5        | 0         | 0     | 0  | 0      | invitado | invitado |
| 2009      | Porsche Cup Alemania                       | MRS Team                             | 1        | 0         | 0     | 0  | 0      | invitado | invitado |
| 2009      | International GT Open - Super GT           | SUNRED                               | 2        | 0         | 0     | 0  | 0      | invitado | invitado |
| 2009      | Campeonato de España de GT - Super GT      | Aurora Racing                        | 2        | 0         | 0     | 1  | 0      | 4        | 8.º      |
| 2009      | CER - Nissan 350Z Cup                      | Astra SL Racing                      | 9        | 5         | ?     | ?  | 6      | ?        | 2.º      |
| 2010      | CER - Nissan 350Z Cup                      | ?                                    | 7        | 0         | ?     | ?  | 1      | ?        | ?        |
| 2010      | Open de España de Prototipos - P1          | Radical España                       | ?        | 1         | 1     | ?  | ?      | ?        | ?        |
| 2011      | Porsche Supercup                           | MRS Team / Arrempto Racing           | 5        | 0         | 0     | 0  | 0      | invitado | invitado |
| 2011      | Superstars Series                          | Campos Racing                        | 6        | 0         | 0     | 0  | 0      | 0        | 30.º     |
| 2011      | Open de España de Prototipos - P1          | Radical España                       | 2        | 0         | 0     | 0  | 2      | 40       | 12.º     |
| 2011      | European Production Series - D3            | ?                                    | 2        | 0         | 0     | 0  | 1      | invitado | invitado |
| 2012      | WTCC                                       | Proteam Racing                       | 5        | 0         | 0     | 0  | 0      | 0        | 27.º     |
| 2012      | Porsche Supercup                           | Förch Racing by Lukas Motorsport     | 8        | 0         | 0     | 0  | 0      | 21       | 17.º     |
| 2012      | International GT Open - Super GT           | Drivex School                        | 2        | 0         | 0     | 0  | 0      | 0        | ?        |
| 2012      | Campeonato de España de GT                 | Drivex School                        | 2        | 0         | 0     | 0  | 0      | 8        | 24.º     |
| 2013      | International GT Open - GTS                | Autorlando Sport                     | 16       | 1         | 1     | 0  | 3      | 30       | 10.º     |
| 2013      | Campeonato de España IberGT                | Autorlando Sport                     | 6        | 1         | 1     | ?  | 2      | 62       | 1.º      |
| 2013      | Campeonato Italiano de GT - GT3            | Autorlando Sport                     | 2        | 0         | 0     | 0  | 0      | 5        | 19.º     |
| 2014      | International GT Open - Super GT           | Autorlando Sport / Selleslagh Racing | 15       | 2         | 2     | 2  | 8      | 71       | 5.º      |
| 2014      | 24 Horas de Daytona                        | Starworks Motorsport                 |          |           |       |    |        |          | NF       |
| 2014      | 24 Horas de Dubái - A6AM                   | Leipert Motorsport                   |          |           |       |    |        |          | 2.º      |
| 2014      | 12 Horas Gulf - GT3                        | Kessel Racing                        |          |           |       |    |        |          | 10º      |
| 2015      | Lamborghini Super Trofeo - Pro             | Leipert Motorsport                   | 8        | 0         | 0     | 0  | 0      | 36       | 10.º     |
| 2015      | 24 Horas de Barcelona                      | Leipert Motorsport                   |          |           |       |    |        |          | 6.º      |
| 2016      | ADAC GT Masters                            | Car Collection Motorsport            | 10       | 0         | 0     | 0  | 0      | 1        | 54.º     |
| 2016      | 24 Horas de Dubái - A-6 Pro                | C.ABT Racing                         |          |           |       |    |        |          | 3.º      |
| 2017      | Blancpain GT Series                        | Attempto Racing                      | 2        | 0         | 0     | 0  | 0      | invitado | invitado |
| 2017      | 12 Horas Gulf - GT Pro                     | Attempto Racing                      |          |           |       |    |        |          | 3.º      |
| 2017      | 24 Horas de Dubái                          | Car Collection Motorsport            |          |           |       |    |        |          | NF       |
| 2018      | 24H Series - A6                            | Car Collection Motorsport            | 6        | 0         | 0     | 0  | ?      | 43       | 15.º     |
| 2019      | DMV GT Car Cup                             | Car Collection Motorsport            | 5        | 1         | 1     | 1  | 4      | 27       | 7.º      |
| 2022      | GT World Challenge Europe Sprint Cup       | GSM Novamarine                       | 4        | 0         | 0     | 0  | 0      | 0        | NC       |
| 2022      | 1000km de Paul Ricard                      | Leipert Motorsport                   |          |           |       |    |        |          | 37.º     |
| 2022      | 24 Horas de Spa                            | Leipert Motorsport                   |          |           |       |    |        |          | NF       |
| 2023      | GT World Challenge Eur. Endurance - Pro Am | ST Racing with Rinaldi               | 5        | 1         | 1     | 0  | 3      | 69       | 3.º      |
| 2023      | 24 Horas de Barcelona                      | WTM with Rinaldi Racing              |          |           |       |    |        |          | NF       |
| 2024      | GT World Challenge Eur. Endurance          | Grasser Racing Team                  | 1        | 0         | 0     | 0  | 0      | 0        | NC       |
| Fuente:   |                                            |                                      |          |           |       |    |        |          |          |